# Барон Ракоши
Барон Бела Ракоши  је лик из стрип серијала Загор. Он је вампир мађарског порекла инспирисан познатим књижевним ликом, грофом Дракулом од Брема Стокера. Његово име следи име Беле Лугосија, познатог глумца који је двадесетих и тридесетих година био тумач грофа вампира на великом платну и у позориштима. Лик, који је 1972. креирао Галијено Фери са цртама Кристофера Лија, постепено је мењао свој изглед током година, добијајући атлетскију грађу и модернију фризуру. Први пут се појављује у епизоди Загор против вампира, где га Дух са секиром побеђује након што је изложен сунчевој светлости која га претвара у прах. Касније се враћа у дугој авантури Алфреда Кастелија Повратак вампира захваљујући ритуалу који га оживљава да би га Загор сатерао у ћошак после чега бива погођен колцем у срце и нестао у реци. Након тога, Босели чини да се Ракошијева судбина укрсти са судбином Фриде. Он је протагониста, чак и без појављивања, у авантури Вампири! Јакопо Раука; а затим као активни лик у петоделној причи, опет Раука, Ракоши!

## Појављивање
Епизоде у којима се појављује барон Ракоши:
1.
- Одабране приче 3 Загор против вампира

2.
- Златна серија 611 Загор против барона / 612 Ноћ демона / 613 Раскринкани вампир
- Одабране приче 7 Повратак вампира

3.
- Одабране приче 17 Вампир

4.
- ВЧ Загор 148 Вампири / 149 У потрази за Ракошијем / 150 Хусари смрти

5.
- ВЧ Загор 204 Предсказање / 205 Лондонске ноћи / 206 Неупокојени / 207 Ракоши! / 208 Дворац вампира
- Одабране приче 60 Ракоши!